# Ju Veliki
Ju Veliki (kitajsko 大禹) je bil legendarni kralj v starodavni Kitajski, znan po "prvih uspešnih prizadevanjih države za nadzor poplav", njegovi ustanovitvi dinastije Šja, s katero se je začelo dinastično obdobje Kitajske, in njegovem poštenem moralnem značaju. Cesar ima glavno vlogo v  kitajski legendi Veliki Ju nadzira vode (kitajsko 大禹治水, pinjin Dà Yǔ Zhì Shuǐ). 
Datumi, predlagani za Jujevo vladavino, so skoraj tisočletje pred najstarejšimi znanimi zapisi na Kitajskem na kosteh preročišča iz pozne dinastije Šang. Jujevo ime ni zapisano na nobenem najdenem predmetu iz obdobja, v kateri naj bi živel, niti na poznejših kosteh preročišč. Njegovo ime je bilo prvič zapisano na posodah iz obdobja Zahodnega Džova (okoli 1045–771 pr. n. št.). 
Odsotnost sodobnih dokazov je povzročila velik dvom v Jujevo zgodovino. Zagovorniki njegovega obstoja teoretizirajo, da so se zgodbe o njegovem življenju in vladanju ustno prenašale na različnih območjih Kitajske, dokler niso bile končno zapisane v času dinastije Džov. Njihovi nasprotniki so prepričani,  da je Ju v času dinastije Šja obstajal v legendi kot bog ali mitična zver in bil  na začetku dinastije Džov preoblikovan v osebo. Številne zgodbe o Juju so bile zbrane v slavnih Zapisih velikega zgodovinarja Sime Čjana. Konfucij in drugi kitajski učitelji so Juja in druge "modrece-kralje" starodavne Kitajske hvalili zaradi njihovih vrlin in moralnosti.
Ju je eden redkih kitajskih monarhov, ki je bil posmrtno počaščen z epitetom "Veliki".

## Predniki in zgodnje življenje
Ohranjeni primarni viri enotno trdijo, da je bil Ju sin Guna (鯀, vrsta mitske ribe), glede Gunovega izvora pa se razhajajo.  
Po Zapisih velikega zgodovinarja Sime Čjana je bil Jujev oče Gun, ded Džunšu, praded Čangji in praprapraded Rumeni cesar, pri čemer sta bila Čangji in Gun uradnika in ne cesarja.
Knjiga Hana v opisu Jujeve vladarske linije navaja, da je bil Jujev oče Gun iz pete generacije potomcev Džuanšuja.
Klasika gora in morja navaja, da je bil Jujev oče Gun, znan tudi kot Beli konj (白馬, Báimǎ) sin Luominga, sina Rumenega cesarja.
Jujev oče Gun je bil ubit v Šiniju na gori Ven (汶山) v današnjem okrožju Bejčuan, provinca Sečuan. Ju naj bi bil rojen v Sečuanu, čeprav nekaj razprav govori, da je bil  rojen v Šifangu. Jujeva mati Nidži (女志) ali Niši (女嬉) je bila iz klana Jovšin (有莘氏). Po Zapisih velikega zgodovinarja je imel Ji priimek Si, pozneje Šja po državi, ki ji je vladal, in osebno ime Venming (文命).
Ko je bil Ju še otrok, je cesar Jao imenoval Guna za gospodarja Čonga, običajno poistovetenega s srednjim vrhom gore Song. Ju naj bi torej odraščal na pobočju gore Song, malo južno od Rumene reke.  Ju je bil opisan kot lahkoverna, delavna in hitro misleča moralna oseba. Kasneje se je poročil z žensko z gore Tu (塗山), ki se na splošno imenuje Tušanši (塗山氏 gospa Tušan). Z njo je imel sina Čija, čigar ime dobesedno pomeni "razodetje".
Lokacija gore Tu je bila vedno sporna. Dve najverjetnejši lokaciji sta gora Tu v provinci Anhuj in vrh Tu v občini Čongčing. 
Ena od legend o Jujevem rojstvu je potrjena v izkopanem rokopisu, začasno umeščenem v obdobje vojskujočih se držav. V tej legendi je Jujeva mati zanosila po zaužitju zrn rastline Jobove solze in ga po triletni nosečnosti rodila skozi hrbet.:132–133, 145

## Veliki Ju ukroti vode
Med vladavino cesarja Jaoja so osrednjo Kitajsko pogosto prizadele poplave, ki so preprečevale gospodarski in družbeni razvoj. Jujev oče Gun je bil zadolžen za vzpostavitev sistema za nadzor nad poplavami. Več kot devet let je porabil za gradnjo vrste nasipov in jezov ob rečnih bregovih, vendar je bilo vse to neučinkovito, kljub ali prav zaradi velikega števila in velikosti teh nasipov ter uporabe posebne vrsta zemlje (息壤, širang). Ko je Ju odrasel, je nadaljeval očetovo delo in skrbno preučeval rečne sisteme, da bi ugotovil, zakaj so očetova velika prizadevanja propadla. 
V sodelovanju s Hou Jijem, napol mitskim kmetijskim strokovnjakom, je Ju uspešno zasnoval sistem za obvladovanje poplav, ključen za vzpostavitev blaginje osrednje Kitajske. Namesto da bi neposredno zajezil rečni tok, je Ju naredil sistem namakalnih kanalov, ki so poplavno vodo spustili na polja. Veliko truda je vložil tudi v poglabljanje rečnih strug. Ju naj bi jedel in spal z navadnimi delavci in z njimi preživel večino svojega časa, ko je trinajst let osebno pomagal pri poglabljanju zamuljenih rečnih strug. Poglabljanje in namakanje sta bila uspešna in sta starodavni kitajski kulturi omogočila razcvet ob Rumeni reki, reki Vej in drugih vodnih tokovih v osrednji Kitajski. Sistem je Juju prinesel slavo in naslov  "Veliki Ju, nadzornik voda" (大禹治水, Dà Yǔ Zhì Shuǐ).  Največ težav je povzročala gora Longmen ob Rumeni reki, ki je reko stisnila v ozek kanal, ki je preprečeval, da bi voda prosto tekla proti vzhodu in oceanu. Ju naj bi pripeljal veliko delavcev, da bi razširili ta kanal, ki je bil od takrat znan kot Jujev prehod (禹門口).

## Devet provinc
Cesar Šun, ki je vladal za Jaojem, je bil tako navdušen nad Jujevim inženirskim delom in marljivostjo, da je prestol predal Juju in ne lastnemu sinu. Ju naj bi prestol sprva zavrnil, vendar je bil tako priljubljen pri lokalnih gospodih in poglavarjih, da je pri 53 letih privolil, da postane novi cesar. Ustanovil je prestolnico Anjiju (安邑), katere ruševine so v sodobnem okrožju Šja v južni provinci Šanši, in ustanovil tako imenovano dinastijo Šja, ki tradicionalno velja za prvo kitajsko dinastijo.
Ju je bil zaradi urejanja vodotokov dobro seznanjen z vsemi regijami takratnega kitajskega ozemlja Han. Razprava Ju Gong v Knjigi dokumentov omenja, da je Ju razdelil  "kitajski svet" na devet džovov (provinc) in sicer: Džidžov (冀州), Jandžov (兗州), Čingdžov (靑州), Šudžov (徐州), Jangdžov (揚州), Džingdžov (荊州), Judžov (豫州), Ljangdžov (梁州) in Jongdžov (雍州). Ko je prejel bron iz teh devetih provinc, je ukazal uliti posode (ding), imenovane Devet trinožnih kotlov. V mestu Jang (陽城) je nato ustanovil svojo novo prestolnico. 
V Knjigi dokumentov je rečeno, da se mu je uprlo ljudstvo Miao pod vodstvom njihovega vodje. Z njim je ravnal ostro, zato ga je mnogo ljudi zapustilo. Boril se je z Juojem, ki ga je nameraval ubiti, a mu je po porazu prizanesel in ga za 3 leta izgnal. Potem je postal moder vladar in ljudje so se vrnili. Bambusni letopisi pravijo, da je Ju ubil Fangfenga (防風), enega od severnih voditeljev,  da bi okrepil svoj položaj na prestolu.

## Smrt
Po zapisih v Bambusnih letopisih je Ju vladal petinštirideset let in po besedah Jue Džuešuja (越絕書) umrl zaradi bolezni. Rečeno je, da je umrl na gori Kuajdži južno od današnjega Šaošinga, kjer je bil takrat na lovu. Tam je bil tudi pokopan. Današnji Jujev mavzojej (大禹陵) je bil njemu v čast prvič zgrajen v 6. stoletju n. št. v obdobju južnih in severnih dinastij. Nahaja se štiri kilometre jugovzhodno od mesta Šaošing. Večina zgradb je bila v kasnejših obdobjih večkrat prezidana. Trije glavni deli mavzoleja so Jujeva grobnica (禹陵), tempelj (禹廟) in spomenik (禹祠). Grobnica je obrnjena proti vzhodu in zahodu in ima rešetkasta vrata, kanal in paviljon z Veliko Jujevo grobnico. Ju je na mnogo kipih  upodobljen s starodavno motiko (耒耜). Številni cesarji v cesarskih časih so tja potovali, da bi izvajali obrede v njegovo čast, zlasti Čin Ši Huang.

## Zgodovinskost
Ker o Juju ni ohranjenih nobenih sodobnih dokumentarnih dokazov, ampak samo kopica mitov in legend, obstaja velik dvom o zgodovinskosti te osebe. Noben napis na artefaktih, datiranih v domnevno dobo Juja, ali kasnejših orakeljskih kosteh ne omenja Juja. Prvi arheološki dokazi o njem izhajajo s posod, izdelanih približno tisoč let po njegovi domnevni smrti v času dinastije Zahodni Džov.:77
Kritična antična šola zgodovinarjev zgodnjega 20. stoletja je teoretizirala, da Ju ni bil oseba iz najzgodnejših legend, temveč bog ali mitološka zver, povezana z vodo in morda z mitsko legendo o Zmajevem  kralju in njegovim nadzorom voda. Po tej teoriji je bil Ju kot bog ali zver predstavljen na obrednih bronastih posodah ljudstva Šja,  do začetka dinastije Džov pa se je legendarna osebnost spremenila v prvega človeka, ki je nadziral vodo. Po kitajski legendi je bil Ju Veliki človek-bog. 
Arheološki dokazi o veliki poplavi v soteski Džiši na Rumeni reki so datirani približno v leto 1920 pr. n. št., kar sovpada z novimi kulturami vzdolž Rumene reke. Težave z nadziranjem vode po prvih poplavah bi verjetno lahko trajale kakšnih dvajset let. Vu in soavtorji menijo, da to podpira idejo, da so zgodbe o Juju Velikemu morda izvirale od zgodovinske osebe.

## Zapuščina
Stari Kitajci so Juja dolgo imeli za idealnega vladarja in nekakšnega kralja filozofa. V pokrajinah Bejčuan, Venčuan in Dudžjangjan v Sečuanu so trdili, da so njegov rojstni kraj.
Zaradi njegove vpletenosti v mitološko veliko poplavo na Kitajskem je Ju tudi v taoizmu in kitajskih ljudskih verstvih veljal za vodno božanstvo. Je vodja "Petih nesmrtnih kraljev voda", ki se častijo v svetiščih v templjih Matsu kot zaščitniki ladij, ki plujejo mimo.
Njegovo osebno ime je sčasoma postalo kitajski priimek. Ime je bilo poenostavljeno ime manjšega kraljestva 鄅 v današnjem Šandongu. Po osvojitvi države Lu so njeni podaniki ime Ju privzeli kot priimek.